# Dieterskirchen
Dieterskirchen là một đô thị ở huyện Schwandorf bang Bayern, Đức.